# Hafele–Keating-kísérlet
A Hafele–Keating-kísérlet a relativitáselmélet kísérleti ellenőrzése céljából végrehajtott kísérlet volt. J. C. Hafele és Richard E. Keating céziumsugaras atomórákat szállítottak utasszállító repülőgépen egyszer keleti, majd 9 nap múlva nyugati irányban a Föld körül. A kiindulási állomásra visszatérve leolvasták a repült órák eltéréseit a földi megfigyelőállomás (USNO) óráihoz képest.

## Áttekintés
A speciális relativitáselmélet szerint két egymás mellől eltávolodó, majd ismét találkozó óra a találkozáskor eltérő időt mutathat (ld ikerparadoxon). Az eltérés szokványos sebességek esetén igen kicsi, ezért az elmélet ezen állításának közvetlen kísérleti kimutatása igen nagy pontosságú időmérést, és egymáshoz képest lehetőleg minél nagyobb sebességű mozgatást igényel. Joseph C. Hafele és  Richard E. Keating erre a feladatra vállalkozott 1971 októberében. Kísérletük során a repülőgéppel szállított atomórák járását egy másik, ugyancsak relativisztikus hatás is, a gravitációs idődilatáció is befolyásolta: az általános relativitáselmélet szerint a Föld felszínétől fölfelé haladva az órák valamivel egyre gyorsabban járnak.
A négy, előzőleg szinkronizált órát Washingtonból kiindulva autóval a repülőtérre szállították, majd innen 13-15 le és felszállással körberepülték a földet. A repülőgépeken lévő óráknak az USNO óráihoz viszonyított eltérés az alábbi volt.
|                                            | eltérés (ns)                               |           |          |          |
| számított                                  | számított                                  | számított | mért     |          |
| gravitációs (általános relativitáselmélet) | kinematikus (speciális relativitáselmélet) | összesen  | mért     |          |
| Keleti irányú repülés                      | 144 ± 14                                   | ‒184 ± 18 | ‒40 ± 23 | ‒59 ± 10 |
| Nyugati irányú repülés                     | 179 ± 18                                   | 96 ± 10   | 275 ± 21 | 273 ± 7  |

A kísérlet publikált eredménye összhangban van az elmélettel és a megfigyelt eltérések szignifikánsak.

## Képletek
Az elméleti értékek számítására Hafele és Keating az alábbi (elsőrendben közelítő) összefüggéseket használták
Kinematikus:
{\displaystyle \Delta \tau _{v}=-{\frac {1}{2c^{2}}}\sum _{i=1}^{k}\left(2R\Omega v\cos \theta _{i}\cos \lambda _{i}+v_{i}^{2}\right)\Delta \tau _{i}}
Gravitációs:
{\displaystyle \Delta \tau _{g}={\frac {g}{c^{2}}}\sum _{i=1}^{k}h_{i}\Delta \tau _{i}}
A teljes idődilatáció
{\displaystyle \mathrm {T} =\Delta \tau _{v}+\Delta \tau _{g}\,}
A képletekben R = a Föld sugara, h = repülési magasság, v = repülési sebesség abszolút értéke, {\displaystyle \Omega } = a Föld forgási szögsebessége, {\displaystyle \theta } = a repülés irányának a keleti irányhoz viszonyított szöge, {\displaystyle \lambda } = földrajzi szélesség. A paraméterek a repülés során változtak, ezért a repülést a kelet felé történő repülés során 125, a nyugati irány során 108 olyan intervallumra osztották, amelyeken a paramétereket állandónak tekintették. Az összegzés a repülés ezen szakaszaira történt.

## Megismételt kísérletek
Egy összetettebb és precízebb, hasonló kísérletet hajtott végre a Maryland Egyetem kutatócsoportja 1975 szeptembere és 1976 januárja között. Három atomórát vittek 10 km magasságba a Chesapeake öböl felett, és három maradt a földfelszínen. Egy légcsavaros gázturbina hajtású gép vitte az atomórákat, csupán 500 km/h sebességgel haladva, hogy a sebességből származó hatást minimalizálják. A gépet egy radar folyamatosan követte, másodperces pontossággal rögzítették a sebességét és helyzetét. Összesen öt repülést hajtottak végre, melyek külön-külön 15 órás időtartamúak voltak. Az órák speciális konténerekben voltak, melyek óvták őket a rázkódástól, mágneses terektől és a hőmérséklet-ingadozástól. Az időkülönbséget közvetlen óra-összehasonlítással mérték a földfelszínen, felszállás előtt és után, valamint repülés közben is, 0,1 ns-os lézer impulzusokkal. A lézerjeleket a gépre bocsátották, ami onnan visszaverődött, és a földön rögzítették, ezek által az időkülönbség már a repülés közben megfigyelhető volt, minden további vizsgálat nélkül is. Összesen 47,1 ns különbség adódott a repülés végre, mely a sebesség miatti -5,7 ns-ból és a gravitációs különbség miatti 52,8 ns-ból tevődött össze. Ez 1,6% pontossággal megegyezik a relativitáselmélet által jósolt értékkel.
Az eredeti kísérletet, annak 25.-ik évfordulóján az angliai National Physical Laboratory megismételte, precízebb atomórákkal, Londonból Washingtonba repülve, majd vissza. Az egykori eredményeket nagyobb pontossággal megerősítette az újrajátszás. 39 ± 2 ns időeltérést tapasztaltak, ami összevág a relativitáselmélet által jósolt 39,8 ns-mal.
2010 júniusában a National Physical Laboratory újra megismételte a kísérletet, ezúttal egy teljes föld körüli repülőúttal (London - Los Angeles - Auckland - Hongkong - London). Az elmélet szerint várt eredmény 246 ± 3 ns, a mért érték pedig 230 ± 20 ns.
Mivel a Hafele–Keating kísérletet sikerült egyre nagyobb pontossággal megismételni, a fizikusok között 1970 óta konszenzus van afelől, hogy a relativitáselméletnek az idő múlásáról tett kijelentései, mind a gravitációs, mind a kinematikai hatást tekintve meggyőzően bizonyítottak.
Az eredeti Hafele–Keating kísérlet kritikái bizonyosan tévesek, és nem tudják kikezdeni a megismételt, sokkal precízebb méréseket.